# NV1
Nvidia NV1, выпускалась SGS-THOMSON Microelectronics под кодовым именем STG2000, представляя собой PCI-карту, продавалась под названием Diamond Edge 3D с 1995 года. На плату были интегрированы: 2D-карта, 3D-ускоритель, память VRAM, FPM DRAM, звуковая карта и порт для игровых контроллеров Sega Saturn. Некоторые игры для Sega Saturn (такие как Panzer Dragoon, Virtua Fighter Remix) были транслированы на PC.

## История разработки

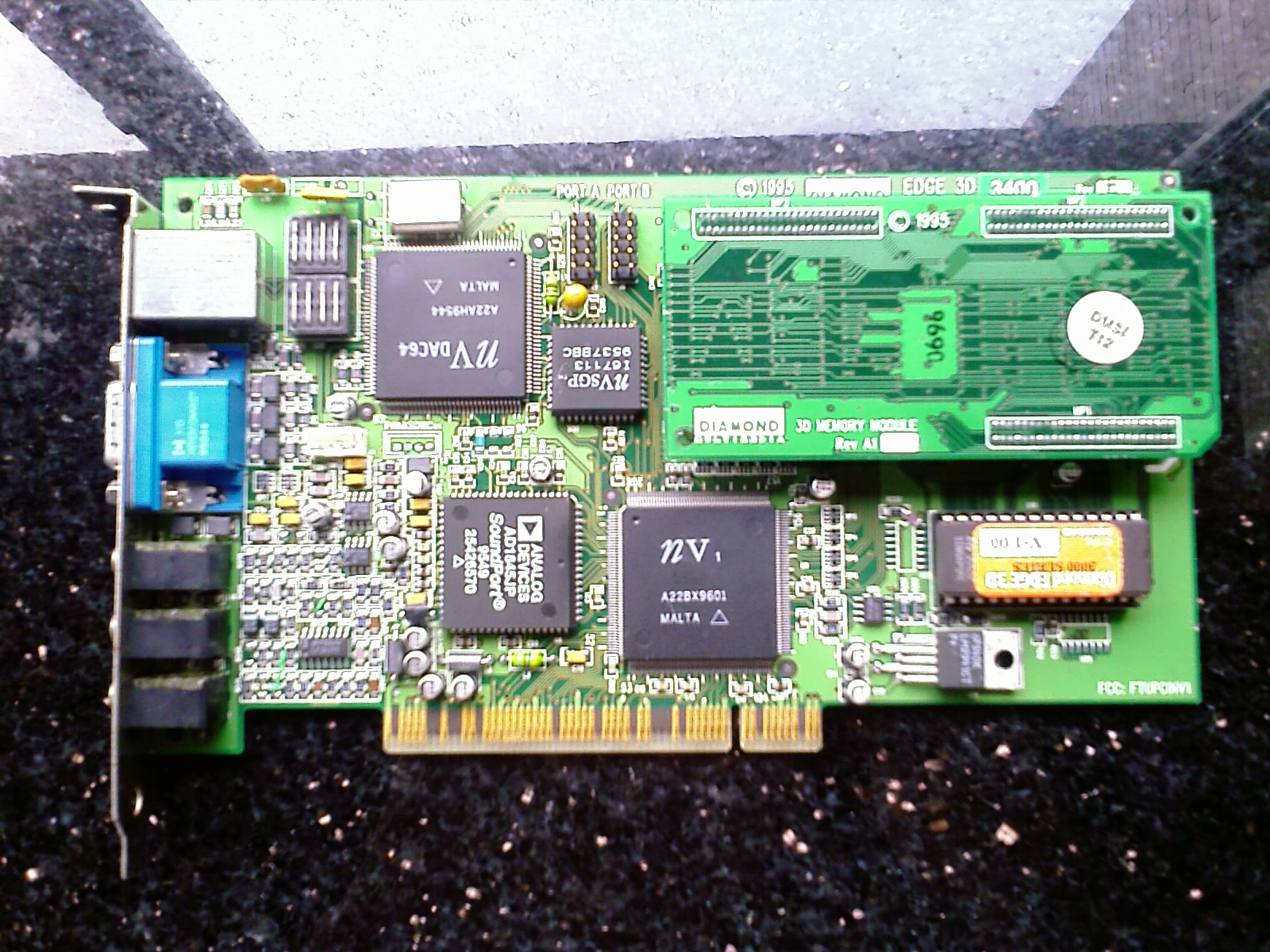
Diamond EDGE 3D 3400

NV1 был первым доступным 3D-ускорителем для IBM PC совместимых машин (в 1984 году появился дорогостоящий PGC для САПР) с поддержкой аппаратного текстурирования. Как и почти все принципиально новые продукты, NV1 был неудачным решением. Он был создан талантливыми экспертами в области рабочих станций (workstations), а не домашних и офисных компьютеров. Из-за этого 2D и аудио-решения были сделаны плохо и уступали в тестах более дешевым и намного более популярным 2D видеокартам от S3 Graphics, ATI и Matrox. Принципиальное отличие NV1 от конкурирующих продуктов состояло в использовании четырёхугольников вместо треугольников в качестве основы для изображения поверхностей, что являлось новым решением в 3D-мире. Хотя теория была придумана давно, на практике такого оборудования до этого не было. В 1995 году реализовать операцию деления 1/z в аппаратном обеспечении было невероятно сложно и дорого, в результате этого создать перспективную проекцию было очень трудно. Классический подход, заключавшийся в линейной аппроксимации гиперболической функции, имел свою проблему аппроксимации в окрестности нуля и требовал сложного программного обеспечения. Также она представляла собой PCI-карту Квадратичная теория, использованная в NV1, аппроксимировала функцию 1/z параболической интерполяцией, и такая интерполяция по качеству превосходила кусочно-линейную, использовавшуюся в решениях конкурентов.
Звуковая карта имела сомнительное качество, отзывы о MIDI были в лучшем случае нейтральными (критический компонент в то время). Приставка Sega Saturn была провальной по сравнению с Sony PlayStation, и поддержка её контроллеров стала малозначимой для потребителей. Интеграция всех компонентов увеличила затраты на производство по сравнению с теми, которые были бы, если бы карта была разработана только для 3D-ускорения.
Во время выпуска NV1 происходил переход от шины VLB/ISA к PCI, и игры часто использовали MIDI для звукового оформления, так как IBM PC были все ещё неспособны воспроизводить хороший цифровой звук из-за низкой производительности. Для достижения лучшего качества звука и совместимости с DOS часто использовались 2 звуковых карты или звуковая карта с соединителем дочерней платы MIDI. Также скорость и качество 2D у NV1 не были конкурентоспособными. Потребители не были заинтересованы в замене их производительных и дешевых видеокарт на дорогую единую плату.

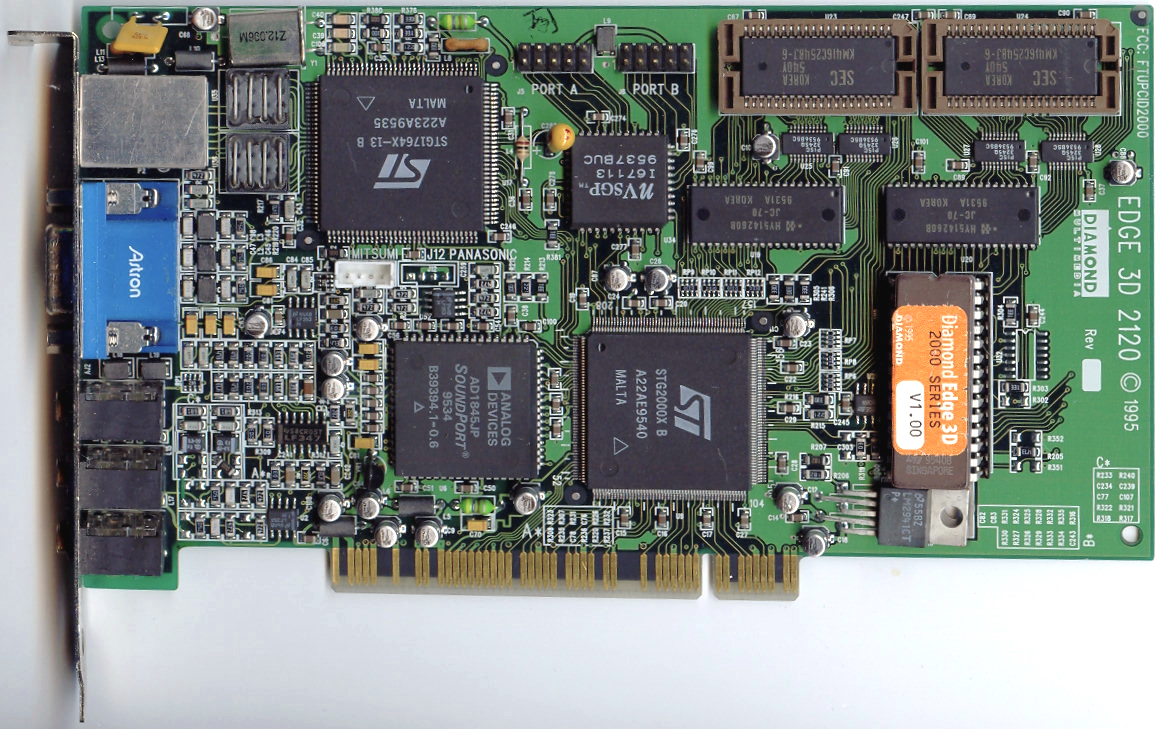
Diamond EDGE 3D 2120

Интерес рынка к продукту окончательно угас, когда Microsoft представила спецификации DirectX, основанные на традиционной полигональной визуализации. Попытка исследовательской группы NVIDIA транслировать квадратичную технологию на API Microsoft провалилась. Попытки выполнить наложения текстуры и операцию отсечения приводили к уравнениям пятой степени, невычислимыми в радикалах. Хотя демонстрационные примеры с квадратичными поверхностями выглядели довольно неплохо, работа с ними оказалась чрезвычайно трудной. Nvidia пыталась добавить ограниченную поддержку Direct3D, но она была медлительна, так как использовалась программная обработка. API DirectX был «фундаментально» несовместим с NV1, что предопределило неудачу NV1 и утрату Nvidia лидерских позиций на рынке.
Дальнейшая разработка NV1 под новым названием NV2 была остановлена, производство NV1 было свернуто. В 1996 году Nvidia начала разработку классического акселератора RIVA 128. К этому моменту естественное развитие производства микросхем решило проблему перспективного преобразования, и квадратичная технология ушла в прошлое, став частью истории.

## 3D-игры с поддержкой NV1
- Battle Arena Toshinden[англ.]
- Nascar Racing[англ.]
- Panzer Dragoon
- Virtua Fighter Remix
- Virtua Cop

## Розничные продукты
- Aztech
  - 3D Galaxy
- Core-Dynamics
  - DynaGraFx 3-D
- Diamond Multimedia
  - EDGE 3D 2120
  - EDGE 3D 2200
  - EDGE 3D 3240
  - EDGE 3D 3400
- Focus TNC
  - Неизвестная модель
- Genoa Systems
  - Stratos 3D
- Jazz Multimedia
  - 3D Magic
- Kasan Electronics
  - Kasan 3D Time v1.0 cd-rom
  - Kasan Blitz 2200 Driver CD
  - Kasan 3dmax install floppy disk

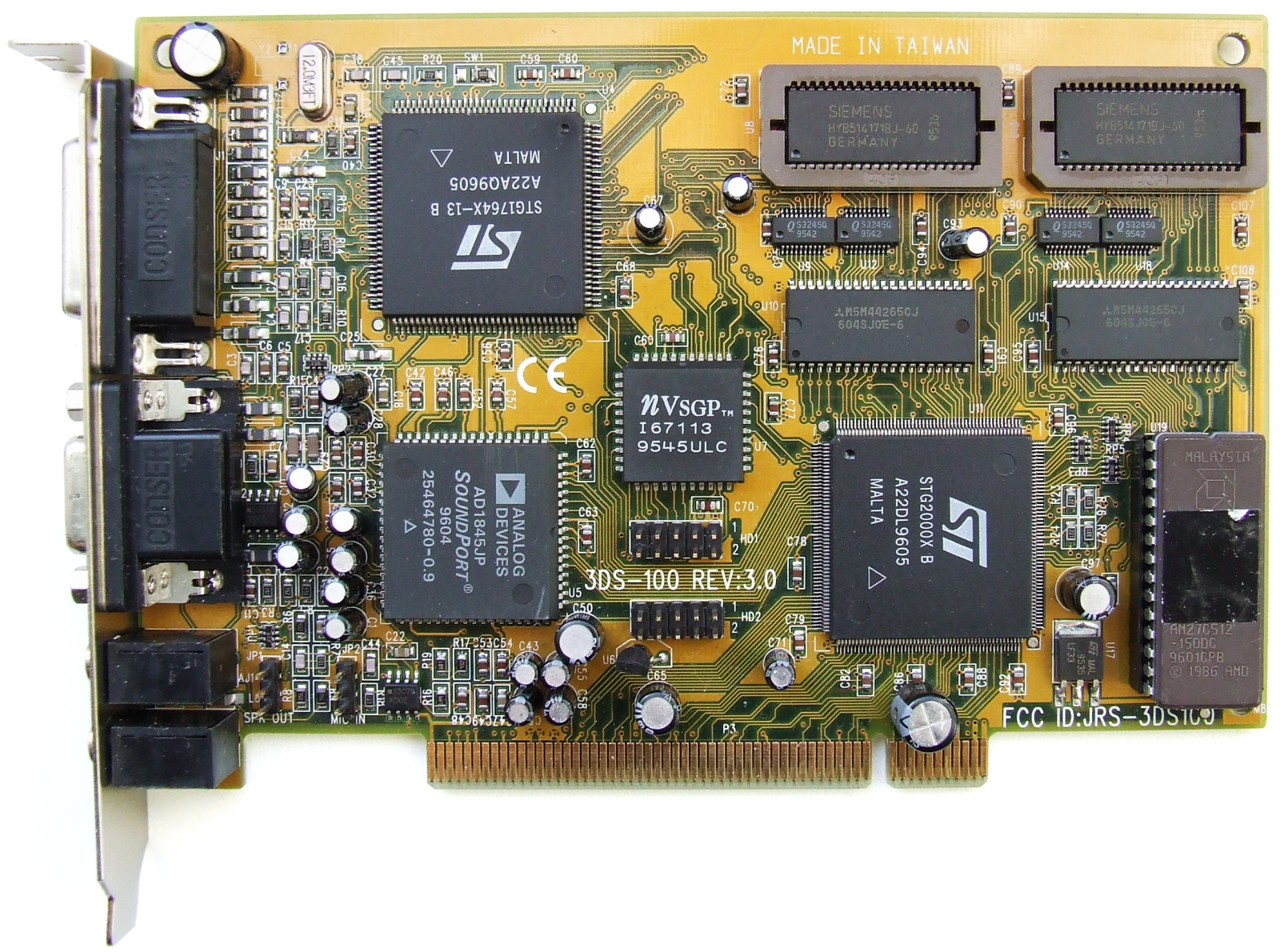
YUAN 3DS-100

  - 3D World Tour: The Exciting Virtual Reality Journey cd-rom

- Leadtek[англ.]
  - WinFast Proview 3D GD400
  - WinFast Proview 3D GD500
- MediaForte
  - Videoforte VF64-3DG-01
  - Videoforte VF64-3DG-02
- YUAN
  - JRS-3DS100